# Chapelle Saint-Laurent d'Abriès-Ristolas
La chapelle Saint-Laurent est une chapelle du diocèse de Gap et d'Embrun située à Abriès-Ristolas, dans les Hautes-Alpes.

## Histoire
La chapelle Saint-Laurent, située dans l'hameau de l'Adroit à Abriès, est édifiée au XVIIIe siècle, la chapelle a été endommagée durant la Seconde Guerre mondiale et n'a pas été rénovée depuis. Le mobilier de la chapelle est recensé dans la base Palissy